# Dachstraße 44 (München)

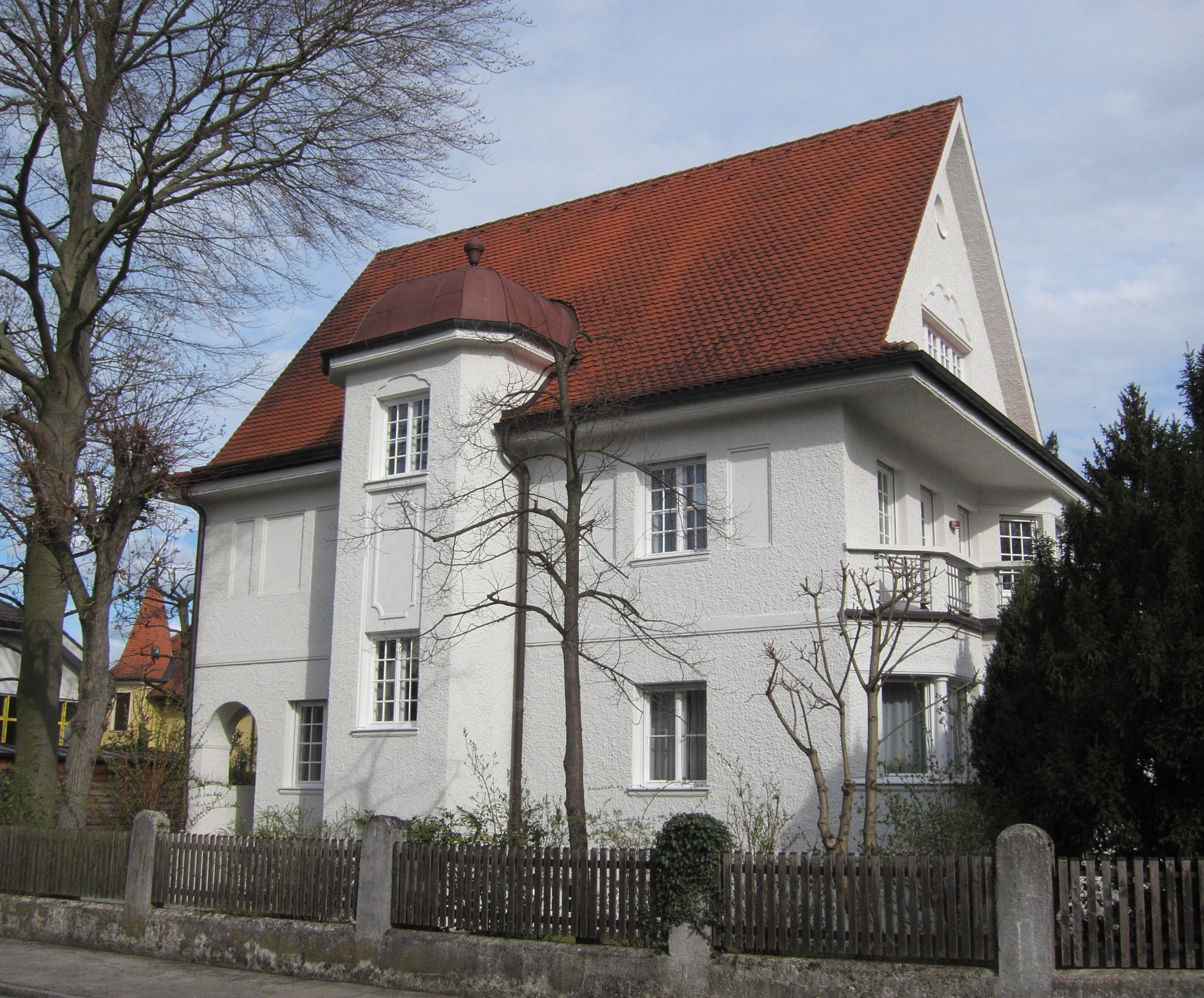
Haus Dachstraße 44 im Stadtteil Pasing von München

Das Gebäude Dachstraße 44, das zur Waldkolonie Pasing gehört, im Stadtteil Pasing der bayerischen Landeshauptstadt München wurde 1914 errichtet. Die Villa in der Dachstraße, die von den Gebrüdern Ott erbaut wurde, ist ein geschütztes Baudenkmal.
Der Satteldachbau im späten Jugendstil besitzt einen traufseitigen Treppenturm. Die Giebelfrontgliederung besteht aus einem mittleren Rotundenvorsprung mit flankierenden polygonalen Erkern.